# Pascual Orozco

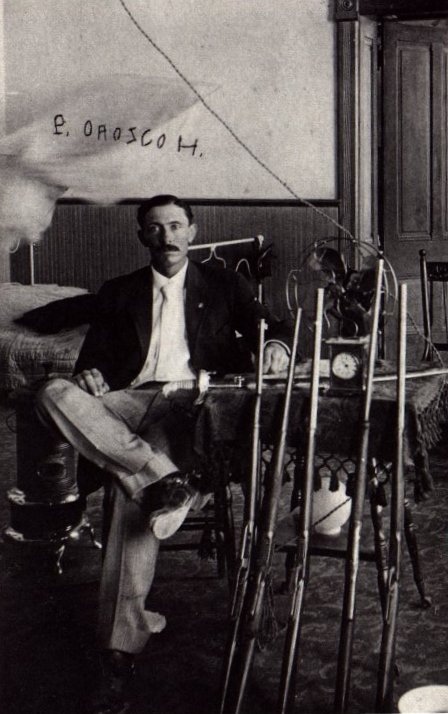
Pascual Orozco

Pascual Orozco Orozco (Guerrero, 18 januari 1882 - Lobo, 30 augustus 1915) was een Mexicaans militair en revolutionair.
Hij kwam uit een middenklassengezin uit de staat Chihuahua, van moederszijde was hij verwant aan de Habsburgs en keizer Maximiliaan van Mexico. In zijn jeugd werkte hij voor een aantal mijnbouwbedrijven, waarbij hij genoeg geld verdiende om een eigen goudmijn te kunnen kopen. In 1909 sloot hij zich aan bij de anarchisten van Ricardo Flores Magón in het verzet tegen de dictator Porfirio Díaz, en hij smokkelde wapens vanuit de Verenigde Staten. Hij sloot zich aan bij Francisco I. Madero toen deze in 1910 het Plan van San Luis proclameerde en in opstand kwam tegen Díaz. Hij wist een groot deel van Chihuahua in te nemen en veroverde met Pancho Villa Ciudad Juárez, waarna Díaz aftrad en het land ontvluchtte.
Tot zijn onvrede benoemde Madero hem niet tot minister of gouverneur. Hij besloot zich kandidaat te stellen voor het gouverneurschap van Chihuahua, maar nadat berichten de ronde deden dat hij met Bernardo Reyes en Emilio Vázquez Gómez een opstand voorbereidde besloot hij zich terug te trekken. Madero droeg hem op de opstand van Emiliano Zapata neer te slaan keerde, wat hij weigerde. Het was inmiddels duidelijk dat Orozco's loyaliteit aan Madero twijfelachtig was. Nadat hij het gouverneurschap van Chihuahua kreeg aangeboden door het Congres van die staat bood hij opnieuw zijn ontslag aan aan Madero, die dat deze keer wel accepteerde.
Op 25 maart 1912 publiceerde hij zijn Plan van La Empacadora waarin hij in opstand kwam tegen de regering en opriep Madero omver te werpen. Aanvankelijk was hij succesvol, en wist hij Madero's troepen een aantal klappen toe  te brengen. Nadat zijn manschappen echter een aantal Amerikanen om het leven hadden gebracht stelde de Amerikaanse regering een wapenembargo in, waarna Orozco zijn opstand verder financierde door het stelen van vee, dat hij verkocht in de Verenigde Staten. Madero zond Victoriano Huerta uit om Orozco's opstand te onderdrukken. Huerta wist Orozco in de twee slagen bij Rellano te verslaan. Orozco raakte gewond en vluchtte naar de  Verenigde Staten, waarna zijn beweging uiteenviel.
In 1913 pleegde Huerta een staatsgreep en doodde Madero. Huerta nodigde Orozco uit terug te keren naar Mexico. Orozco besloot zich aan te sluiten bij Huerta, in ruil voor enkele sociale hervormingen. Orozco werd benoemd tot een van de bevelhebbers tegen het Constitutionalistische Leger van Venustiano Carranza en Pancho Villa. De constitutionalisten bleken echter sterker. Na de slag bij Ojinaga zag Orozco zich gedwongen naar de Verenigde Staten te vluchten. Hij keerde nog terug naar Mexico-Stad, dwars door de constitutionalistische linies, en werd door Huerta tot generaal benoemd maar het regime bleek niet meer te redden. Na Huerta's val poogde Orozco nog tevergeefs een opstand te leiden in Guanajuato.
Na deze mislukking vluchtte hij naar New York, waar hij zich herenigde met Huerta. Ze smeedden plannen om de macht weer over te nemen in Mexico maar werden door de Amerikaanse politie gearresteerd en onder huisarrest geplaatst. Op 3 juli 1915 wist hij te ontsnappen. Maandenlang bleef hij uit de greep van de Amerikaanse autoriteiten, maar op 30 augustus werd hij ten slotte in Texas gedood door Amerikaanse cavaleristen. Hij werd begraven in El Paso in het uniform van generaal, bijgewoond door duizenden aanhangers. In 1923 werd zijn stoffelijk overschot in Mexico herbegraven. Orozco was een van de hoofdrolspelers in de Mexicaanse Revolutie. Hij wordt in Mexico vooral herinnerd vanwege zijn opportunisme. Vaak probeerde hij zijn daden ideologisch te verantwoorden, maar in feite koos hij gewoon voor de partij die hem het beste uitkwam.